# بحيرة كايانغان
بحيرة كايانغان هي بحيرة طبيعية تقع في جزيرة كورون بمقاطعة بالاوان في الفلبين، تشتهر البحيرة بمياهها الفيروزية الصافية والمناظر الطبيعية الخلابة المحيطة بها، ما يجعلها مقصدًا سياحيًا شهيرًا لعشاق الطبيعة والمغامرة.

توفر البحيرة العديد من الأنشطة الترفيهية مثل السباحة، ركوب القوارب، والغوص لاستكشاف الحياة المائية، بالإضافة إلى الرحلات والتنزه بين التلال والغابات المحيطة بها، تعتبر بحيرة كايانغان أيضًا موطنًا للعديد من الطيور والنباتات المحلية، ما يمنحها أهمية بيئية كبيرة.